# جون بي. كيج
جون بي. كيج (بالإنجليزية: John B. Gage)‏ هو سياسي أمريكي، ولد في 24 فبراير 1887، وتوفي في 15 يناير 1970. حزبياً، نشط في الحزب الديمقراطي.